# Николаев, Сергей Николаевич (младший)

Сергей Николаевич Николаев (младший) (фин. Sergei Nikolajevitš Nikolajeff junior; 6 мая 1878 Хельсинки — 30 июня 1920 Экс-ле-Бен, Франция) был финским купцом с русскими корнями, который основал первую крупную автофирму в Финляндии. Также он импортировал в Финляндию первый самолет. Николаев построил в центре Хельсинки «автомобильный дворец» впоследствии известный как «Дом поставщика».

## Биография
Купеческий род Николаевых иммигрировал в Финляндию в 20-х годах XIX века. Отец Николаева, Николай Николаев, вместе со своей женой владел рестораном «Гамбрини» в Хельсинки. В юности Сергей увлекался фотографией и ездой на велосипеде. После школы он начал работать продавцом в торговом доме Г.Ф. Стокманна. Интересовавшийся машинами, самолетами и моторными лодками, Николаев после смерти своего отца в 1904 году отправился в тур по Европе, с целью ознакомления с автопромышленностью и торговли машинами. До этого он работал продавцом-практикантом в Гамбурге. По возвращении в Финляндию Николаев в 1905 году основал свой магазин на Фабианинкату, на верхнем этаже ресторана «Гамбрини», принадлежавшего его матери. Изначально магазин специализировался на продаже канцелярских товаров, но вскоре расширился до автомагазина. Несмотря на то, что Николаев был не первым продавцом автомобилей, он вскоре стал первым, кому удалось сделать из продажи автомобилей масштабный и успешный бизнес. По подсчетам, в период с 1906 по 1913 гг. Николаев импортировал в Финляндию около 700 автомобилей, что превышало половину всех импортированных машин до Первой мировой войны. Он импортировал в том числе такие марки машин как Олдсмобил, Адлер, Опель, Бенц, Студебеккер, Минерва и Мерседес. В магазине Николаева помимо продажи автомобилей осуществлялось и их обслуживание, обучение вождению, а также продажа топлива и шин. Николаев также занимался продажей моторных лодок, пишущих и счётных машин. В 1911 году он основал  таксомоторное предприятие, которое впоследствии оказалось убыточным. В 1910 году импортировал из Франции  Demoiselle — самолет, которой продал в начале 1911 года скульптору из Тампере Адольфу Аарно. Это был первый самолет в Финляндии. 
После начала Первой мировой войны в 1914 году, деятельность автосалона снизилась. Импорт прекратился, появился недостаток топлива. Автодворец Николаева вскоре переквалифицировали в завод по изготовлению снарядов. В связи с прекращением ввоза автомобилей, запчастей и топлива, Николаев пытался скупать у своих клиентов обратно машины и перепродавать их в Россию. В 1916 году из магазина сделали акционерное общество, которое было сосредоточено на изготовлении моторных и других машин. У этого общества был свой машиностроительный и литейный завод. В 1918 году Николаев продал свои акции. Сначала он иммигрировал в Данию, затем во Францию, где умер в 1920 году. Последние годы своей жизни он провел в Ницце, на вилле, купленной у инженера Коллини. 
После смерти Николаева, вилла, точно также как и другое его значительное имущество были уничтожены по желанию его семьи. Бывший автодворец стал центральным кооперативом главной конторы «Дома поставщика». В свою очередь, автомагазин Николаева продолжил свою работу в доме на Саломонинкату до 1978 года. Тогда же предприятие распродало почти все свои моторные лодки и закончило свою деятельность.
Сергей Николаев был похоронен на православном кладбище в Хельсинки. 